# Иваненко, Николай Фёдорович
Никола́й Фёдорович Ива́ненко (1837 — после 1910) — келецкий губернатор в 1884—1897 гг., тайный советник.

## Биография
Выходец из рода потомственных дворян Иваненки, воспитывался в Харьковском университете по юридическому факультету. В 1857 году был утверждён в должности директора Полтавского Попечительного о тюрьмах комитета; в том же году вступил в службу канцелярским чиновником в канцелярию переяславского уездного предводителя дворянства. В 1862 году был избран на должность судьи Переяславского уездного суда. 
В 1864 году был назначен комиссаром Белгорайского уезда Люблинской комиссии по крестьянским делам, а в следующем году причислен к Министерству юстиции, с оставлением в занимаемой должности. В 1876 году был назначен председателем съезда мировых судей 2-го округа Сувалкской, затем Ломжинской и наконец 1-го округа Люблинской губернии. 21 апреля 1878 года назначен на должность седлецкого вице-губернатора. 
5 июля 1884 года назначен келецким губернатором, в должности которой состоял до 1897 года. В 1887 году участвовал в трудах комиссии, образованной для пересмотра положения о взаимном губернском страховании от огня строений в губерниях Царства Польского. В 1892 году был пожалован чином тайного советника, из наград имел орден св. Владимира II-й степени.